# Sikoltók – A vadászat
A Sikoltók – A vadászat (eredeti cím: Screamers: The Hunting) 2009-ben bemutatott amerikai sci-fi horrorfilm, melyet Sheldon Wilson rendezett. Az elhagyott bolygó (1995) folytatása, a forgatókönyv – elődjéhez hasonlóan – Philip K. Dick Második változat című kisregényén alapszik. A főbb szerepekben Gina Holden, Jana Pallaske, Greg Bryk, Stephen Amell és Lance Henriksen látható.
Az Amerikai Egyesült Államokban 2009. február 17-én jelent meg DVD-n. Kritikai fogadtatása negatív volt.

## Cselekmény
A Sirius 6-B bolygón egy csapat túlélő próbál eljutni egy bunkerbe és ott vészjelzést leadni. Csak egyikük jár sikerrel, a többiekkel a sikoltók névre hallgató gyilkos gépek végeznek. Az életben maradt menekülő aktiválja a vészjelzést. 
Két hónappal később a Szövetség Medusa nevű mentőűrhajója közeledik a bolygóhoz. A legénység eligazítást kap a korábban történtekről: a Sirius 6B történelméről, és az utolsó ismert túlélőről, Joseph Hendricksonról. A küldetésre egy közelgő gigászi meteoreső miatt csupán hat napjuk van. Soderquist pilóta a fedélzeten marad, a többiek elindulnak a vészjelzés után.
1. NAP
Útjuk közben felfedeznek egy elhagyatott Sikoltó-gyárat. Emberi csontok jelenléte arra utal, hogy a gépek hús-vér áldozataik maradványait is felhasználták önmaguk gyártása során. Míg a többiek a bunkerben alszanak, Sexton éjszaka parancsnok titokban letölti a gyilkos gépek tervrajzait, tudtán kívül aktiválva a gyárat.
2. NAP
Egy sikoltó feljut az űrhajóra és brutálisan végez a pilótával. A többi felderítőre túlélők támadnak rá, és a sikoltók is megjelennek. Egy Romulo nevű tag halálosan megsérül, ezért önmagát felrobbantva ártalmatlanítja az agresszív gépeket. Sexton parancsnok elrendeli a visszavonulást a Medusára, bár Bronte hadnagy ezt ellenzi.
3. NAP
A csapat megtalálja az űrhajóban Soderquist megcsonkított holttestét, ráadásul egy sikoltó az üzemanyagcellákat is kiürítette, így nem tudják elhagyni a bolygót. Bronte azt javasolja, térjenek vissza a korábban felfedezett túlélőkhöz, hátha sikerül megállapodniuk velük és a felszálláshoz szükséges cellákat szerezniük.
4. NAP
Bronte hadnagy megment egy Hannah nevű túlélőt, aki elvezeti őt és csapatát egy bányában élő társaihoz. Vezetőjük, Guy figyelmezteti őket: a sikoltók legújabb modellje már képes imitálni egy emberi lényt. Miután kezük megvágásával bizonyítják, hogy nem gépek, Bronte üzletet ajánl: ha segítenek üzemanyagcellákat találni, cserébe visszaviszik őket a Földre. 
A túlélőktől megtudják, eredetileg 400 ember maradt életben, de a sikoltók már a többségükkel végeztek. Bronte később felfedez három megkötözött tizenévest, akik segítségért könyörögnek. Csapatával kiszabadítja a foglyokat, de azok kiborg sikoltóknak bizonyulnak és mészárlásba kezdenek. Evakuálják a bányát, korábban odakészített robbanóanyaggal beomlasztva a járatokat.
5. NAP
Sexton felfedez egy másik elhagyatott bányát, Guy pedig ismer egy állomást, ahol talán üzemanyagcellákat is találhatnak. Hannah figyelmezteti Brontét, hogy Guy nem emberi módon viselkedik, de a többiek nem hallgatnak a zavarodott nőre. Négyszemközt Bronte felfedi Guynak, hogy ő Hendrickson lánya, aki a Földre jutása előtt öngyilkos lett, felrobbantva űrhajóját. Guy szerint a rettenthetetlen parancsnoknak jó oka lehetett erre.
6. NAP
A túlélők eljutnak az állomásra, a paranoidnak tűnő Hannah kést szegez Guy torkához, Sexton parancsnok lelövi a nőt. Schwartz hátramarad Hannah holttestével, meggyászolni őt, de egy sikoltó felkoncolja. Több gyilkos gépezet jelenik meg, egy maszkos idegen is felbukkan és biztonságos helyre vezeti őket. A férfit Eugene Orsownak hívják, és közli velük, nem rendelkezik üzemanyagcellákkal, viszont a sikoltók követték őket és pár órán belül rájuk fognak találni. Bronte felfedezi Sextonnál a letöltött tervrajzokat, majd megtudja Orsowtól, hogy a férfi az apja közeli barátja volt. Később összevesztek egymással, amiért Orsow megalkotta a sikoltókat. A férfi nem hisz Hendrickson öngyilkosságában, szerinte csak akkor követett volna el ilyesmit, ha sikoltók voltak az űrhajója fedélzetén.
Sexton észreveszi, amint Orsow üzemanyagcellákat telepít. A férfi bevallja, nem akarta, hogy a csapat elhagyja a bolygót, így akadályozva meg a sikoltók esetleges eljutását a Földre. Sexton megsebesíti őt, ellopja a cellákat (deaktiválva az épület védelmi rendszerét), ezután végez a rátámadó Orsow-val. A központi számítógép közli, mindössze három perc múlva az épület megsemmisíti önmagát. Korábban meghalt társuk, Rafe Danielli váratlanul felbukkan, mivel halála után ő maga is sikoltóvá vált, és megöli Maddent, majd Sextont is halálosan megsebzi. Bronte és Guy az utolsó pillanatban elmenekül a felrobbanó épületből. Az űrhajó felé tartva rájönnek: Danielli egy újabb típusú, hibrid sikoltó volt. A Medusán találkoznak a szintén hibrid robottá változott Maddennel, de Guy végez vele. 
Bronte telepíti az üzemanyagcellákat és sikerül időben elhagyniuk a meteorviharral sújtott bolygót. A Föld felé utazva a két túlélő három hónapos mélyálomba merül. Felébredve Bronte észreveszi terhességét, de az eltelt idő ellenére szokatlanul nagy a hasa. Guy megnyugtatja, minden rendben lesz, de a nő elborzadva látja annak elfeketedő szemeit – Guy maga is egy sikoltó hibrid. Míg Bronte hasztalanul viaskodik a férfival, a méhében növekvő magzat felfedi a kezén lévő éles pengéket.

## Szereplők
| Szerep                  | Színész            | Magyar hang   |
| ----------------------- | ------------------ | ------------- |
| Victoria Bronte hadnagy | Gina Holden        | Major Melinda |
| Guy                     | Stephen Amell      |               |
| Schwartz                | Jana Pallaske      | Vadász Bea    |
| Madden                  | Tim Rozon          |               |
| Andy Sexton parancsnok  | Greg Bryk          |               |
| Orsow                   | Lance Henriksen    | Uri István    |
| Rafe Danielli           | Christopher Redman | Welker Gábor  |
| Soderquist              | Jody Richardson    |               |

## Fordítás
- Ez a szócikk részben vagy egészben  a   Screamers: The Hunting című angol Wikipédia-szócikk ezen változatának fordításán alapul.  Az eredeti cikk szerkesztőit annak laptörténete sorolja fel. Ez a jelzés csupán a megfogalmazás eredetét és a szerzői jogokat jelzi, nem szolgál a cikkben szereplő információk forrásmegjelöléseként.